# Kenwyne Jones
Kenwyne Joel Jones (* 5. Oktober 1984 in Point Fortin) ist ein ehemaliger Fußballspieler aus Trinidad und Tobago. Der Stürmer stand zuletzt bei Atlanta United unter Vertrag.

## Vereinskarriere
Jones begann seine Karriere bei Joe Public FC in seinem Heimatland und wechselte 2002 zu W Connection, einem der führenden Clubs Trinidads. 2004 wechselte er zum FC Southampton in die FA Premier League. Im Dezember 2004 wurde er für kurze Zeit an den Zweitligisten Sheffield Wednesday ausgeliehen. In sieben Partien erzielt Jones dabei sieben Tore, eine weitere Verpflichtung scheiterte an der Ablöseforderung Southamptons. Nach seiner Rückkehr im Januar 2005 wurde er erneut in die zweite Liga verliehen, dieses Mal an Stoke City.
In der Saison 2005/06 konnte er sich dann auch beim FC Southampton durchsetzen, die während seiner Abwesenheit den Gang in die zweite Liga antreten mussten.
In der Saison 2007/08 wechselte Jones vom FC Southampton für sechs Millionen Pfund zum FC Sunderland.
Am 11. August 2010 unterschrieb er einen Vierjahresvertrag bei Stoke City, wo er bereits im Jahr 2005 spielte.
Im Januar 2014 wechselte Jones zu Cardiff City. Im Gegenzug wechselte Peter Odemwingie zu Stoke City. 2015 wurde er an den AFC Bournemouth ausgeliehen, 2016 an al-Jazira Club nach Abu Dhabi. Zuletzt stand er bei Atlanta United unter Vertrag.

## Nationalmannschaft
Jones gab sein Debüt in der Nationalmannschaft von Trinidad und Tobago im Januar 2003 gegen Finnland. Bei der erstmaligen Qualifikation seines Heimatlandes für eine WM-Endrunde war er zumeist Stammspieler und stand auch bei den beiden Play-off-Spielen gegen Bahrain auf dem Platz (eine Ein-, eine Auswechslung). Bislang absolvierte er 51 A-Länderspiele für Trinidad und Tobago und schoss sieben Tore.